# Rudolf von Thyssebaert
Rudolf von Thyssebaert (29. dubna 1798, Salcburk – 12. května 1868, Olomouc) byl olomoucký prelát a biskup, generální vikář olomoucké diecéze a direktor teologických studií v Olomouci.

## Životopis
Na biskupa byl vysvěcen po svém jmenování titulárním biskupem tiberiadským a světícím biskupem olomouckým (1841) dne 24. července 1842.

## Dílo
- Die heilige Grüfte zu Rom, Olmütz 1848
- Die Klöster und das Klostertum, Olmütz 1863.